# 磁気抵抗メモリ
磁気抵抗メモリ（じきていこうメモリ、英: Magnetoresistive Random Access Memory、MRAM、エムラム）は、磁気トンネル接合（Magnetic tunnel junction、MTJ）を構成要素とする不揮発性メモリである。SRAMやDRAMなどの電荷を情報記憶に用いるメモリと異なり、MRAMはMTJの磁化の状態（平行/反平行）によって情報記憶を行うため電源を切ってもデータが保たれる。
MTJの磁化反転方式の違いによりMRAM、Toggle MRAM、STT-MRAM（Spin Transfer Torque MRAM）、SOT-MRAM（Spin Orbit Torque MRAM）などの種類がある。

## 構造・動作原理
MRAMはMTJ、セルを選択するためのビット線、ワード線、そしてMTJの抵抗変化を読み出すトランジスタからなる。ビット線、ワード線はMTJを挟んで直交に走っており、両者に同時に電流を流すことで合成磁場を誘起し、メモリセルを選択することができる。

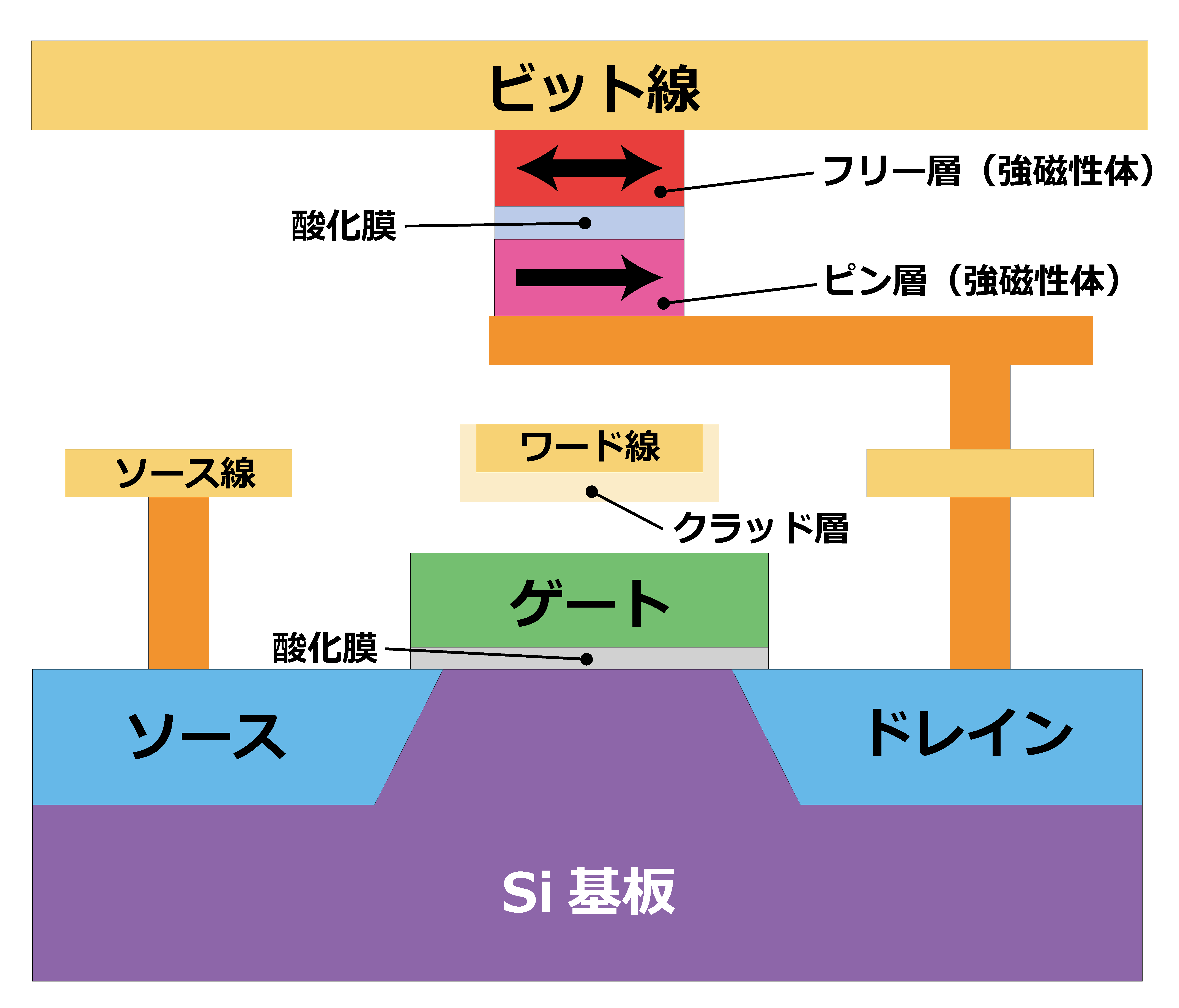
磁界書き込み型MRAM

### 書き込み動作
データの書き込みはMTJの磁化反転により行われる。MTJは絶縁体層を上下の強磁性体層が挟み込む構造からなり、上下の磁化の向きが相対的に"平行"か"反平行"であるかによって抵抗の大きさが異なるトンネル磁気抵抗効果（Tunnel Magneto Resistance effect、TMR）を示す。
上下の強磁性体層の内の一方は保磁力が大きく磁化が一方向に固定されているピン層で、もう一方は保磁力の小さく容易に磁化が反転するフリー層である。
フリー層の磁化反転には、”古典的”には電流によって外部磁場を誘起する方法がある。ビット線とワード線の両方に電流を流すと、合成磁場が誘起されそれによりフリー層の磁化が反転する。
しかしながら微細化を進めて集積密度を高める上では、誘起された磁場が隣のセルに影響を及ぼしてしまうこと、磁化反転に必要な電流密度が増大してしまうことなどから困難が生じている。
そこで、近年ではスピン偏極した電流を注入することにより磁化反転を実現するスピン注入磁化反転方式が主流となっている。

### 読み出し動作
読み出し時には、上記のようにTMR効果によってMTJの抵抗の大きさが平行、反平行時（{\displaystyle R_{L},R_{H}}）で変化するので、これらに対応する抵抗値をデータの0と1としている。
DRAMや他のメモリと異なりMTJを流れる電流の大小を電圧の大小として読み出す必要があるため、通常は参照セルと選択セルに同じ大きさの電流を流し、その電圧降下の差を差動増幅回路（センスアンプ）で増幅して電圧として読み出している。
参照セルの抵抗値は{\displaystyle R_{L}}と{\displaystyle R_{H}}の間の値を取るように設計されている。{\displaystyle R_{L}}と{\displaystyle R_{H}}の比（{\displaystyle =R_{H}/R_{L}-1}）は磁気抵抗比（MR比、MagnetoResistance ratio）と呼ばれ、このMR比が大きいほど読み出しエラーが少なくなる。
この様に、MRAMは記憶に強磁性体中の電子のスピンに由来する磁化状態を利用するため不揮発で、電源を遮断してもデータが保存される。しかし、外部からの強磁場に弱い。これはMTJ素子が可動層の磁化そのものではなく、両層の磁化方向の違いによりデータを記録する為に固定層の磁化が狂ってしまうと正常に読み出しできずに回復不能（ハードエラー）になるからである。

## 他のメモリとの比較

### 記録密度
メモリデバイスの製造コストはセル密度の大小によって主に決定される。記録素子をより小さく、より少なく作製できることはシリコンウェハから一度により多くのデバイスが得られることを意味し、歩留まりが向上するからである。
DRAMは電荷を貯める小さなキャパシタ、電流をキャパシタに流すための配線、そしてその電流をコントロールするトランジスタから成り、これは「1T1C」と呼ばれる。DRAMは構成要素としては非常に簡単であるため、現在までに最もセル密度が大きいRAMであり、それゆえ最も安価である。
MRAMは1つのMTJと読出しのトランジスタ１つから成る「1T1MTJ」デバイスであり、DRAMと同様にセル密度は比較的大きい。しかしながら、最も基本的なMRAMセルは上記のように誘起磁場によってセルサイズが約180 nmに制限されてしまうことが問題として挙げられる。誘起磁場を必要としないSTT-MRAMにおいては、20 nm以下のMTJが既に報告されている。

### 消費電力
DRAMはキャパシタに貯めた電荷が時間が経つにつれて散逸してしまい遂にはデータが消えてしまうため、「リフレッシュ」と呼ばれる読出し、書き込み動作を1秒間に20回ほど全てのセルに対して行わなければならない。DRAMは微細化が進み搭載されるメモリセルの個数が増えるに従い、リフレッシュするセルの数も増え、消費電力が大きく増大する。
一方で、MRAMはリフレッシュが不要である。これは電源を切っても記憶が保持されるだけでなく、メモリを保持するのに待機電力を必要としないということを意味する。理論的には読出し動作時にMRAMはDRAMより大きな電流を必要とするが、実際にはその差はほとんどないとされている。
書き込み動作においては、MRAMは磁化を反転させるだけの大きな誘起磁場を必要とするため、読出し時と比較して3倍から8倍ほど大きな電流を必要とする。STT-MRAMでは書き込みと読出しの電流の大きさに差がないため、より消費電力を抑えられる。実際の正確な消費電力は処理に依存する（書き込みが多いほど消費電力は多い）が、一般的にはMRAMはDRAMと比較して消費電力が小さいとされている。
MRAMとフラッシュメモリ(Flash)の比較も重要であろう。フラッシュメモリはMRAMと同様に電源を切っても記憶が保持されるため、スマートフォン等の不揮発メモリとしてよく用いられている。
読み込み動作ではMRAMと同程度の電流を必要とするが、一方で書き込み動作においてはフラッシュは再書き込み時に大きな電圧パルス（約10V）を必要とする。このような高電圧を得るためのチャージポンプ回路は消費電力が大きく、動作を遅くするという欠点がある。加えて、電流パルスは物理的にフラッシュセルを劣化させるため、フラッシュメモリはある程度の回数までしか書き込みを行うことができない。
対してMRAMは、書き込み時に読み込み時よりわずかに大きな電流のみを必要とし、そして高電圧（チャージポンプ回路）が不要である。これによりMRAMは高速動作かつ低消費電力であり、セルの寿命は無限に長い。

### 動作速度
DRAMの性能は、セルに貯める電荷の充放電の速度によって制限される。MRAMは電荷変化よりもむしろ電圧（抵抗）変化によって読出しを行うため、必要とされる「セトリングタイム」が小さいという利点がある。
フラッシュメモリとの違いはより顕著である、すなわち、MRAMはフラッシュと比較して書き込み時間が数千倍高速である。
動作速度の観点からMRAMと比肩するのは、SRAM(Static RAM)である。SRAMはフリップフロップの幾つかのトランジスタから成るが、電源がオンの間だけ0、1の二状態を保持することができる。
フリップフロップのトランジスタは非常に小さな電力しか消費しないため、スイッチング時間は非常に短い。しかしながら、SRAMセルは通常4あるいは6つのトランジスタから成るため、そのセル密度はDRAMよりも低く、また高価である。これゆえ、SRAMはCPUのキャッシュのように高速動作が要求される限られた部分にしか使用されていない。
MRAMはSRAMほど高速ではないものの、SRAMを代替する用途への応用も考えられる。SRAMよりも高いセル密度を有するため、「容量はずっと大きいが速度がやや遅いキャッシュ」としての役割を将来的には果たすかもしれないだろう。

## 実用
組み込み用途では、フリースケール・セミコンダクタが2006年に業界で初めて商用化したと発表するなど、各社が製品化している。
フリースケール・セミコンダクタからスピンアウトしたエバースピン・テクノロジーズは2018年12月に1GbitのMRAMのサンプルの出荷を開始した。